# Alice Toen

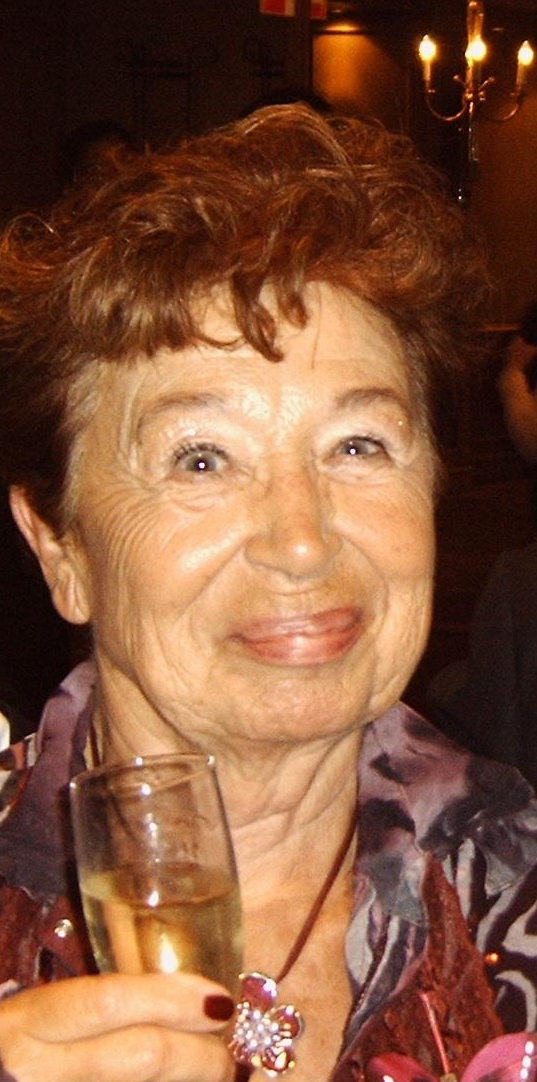
Alice Toen (2004)

Alice Edmonde Nelly Toen (* 25. Juli 1924 in Hoboken, Antwerpen) ist eine belgische Filmschauspielerin und Kinderbuchautorin. Sie wurde auch unter dem Pseudonym Alice Wenn bekannt.

## Leben
Alice Toen machte sich bereits in den 1950er Jahren als Autorin und Dramaturgin für das Kinder- und Jugendtheater einen Namen. Zusammen mit ihrem Mann Dries Wieme gründete sie das „Mechels Miniatuur Theater“.
Im April 2012 erhielt Toen in der Daily-Soap Hotel 13 von Nickelodeon eine Nebenrolle, in der sie von 2012 bis 2013 als Amalia Hennings zu sehen war.

## Filmografie (Auswahl)
- 1958: Het meisje en de madonna
- 1966: Warm aanbeloven
- 1968: Henry Tanger
- 1999: Flikken
- 2000, 2004: Spoed
- 2001–2008, 2010: Familie
- 2001–2002: Droge voeding, kassa 4
- 2004: Thuis
- 2009: Tweee straten verder
- 2010–2012: Thuis
- 2012: Quick Me Quick
- 2012–2013: Hotel 13
- 2012:  Hallo K3!